# Monochamus clamator
Monochamus clamator es una especie de escarabajo longicornio del género Monochamus, familia Cerambycidae. Fue descrita científicamente por LeConte en 1852.
Esta especie se encuentra en los Estados Unidos y Canadá.

## Subespecies
- Monochamus clamator clamator (LeConte, 1852)
- Monochamus clamator latus Casey, 1924
- Monochamus clamator linsleyi Dillon & Dillon, 1941
- Monochamus clamator nevadensis Dillon & Dillon, 1941
- Monochamus clamator rubigineus (Bates, 1880)